# Deserts Chang
Deserts Chang Zhang Xuan (chino tradicional: 張懸, chino simplificado: 张 悬, pinyin: Zhang Xuan, Taipéi, 30 de mayo de 1981) es una cantante y compositora taiwanesa, también conocida como Chang Xuan. Es considerada una de las máximas exponentes de la música alternativa en la música china moderna.

## Biografía
Deserts Chang cuyo nombre verdadero es Pu-Chiao (chino: 焦安溥, pinyin: Jiao Ānpǔ) nació de una familia adinerada. Su padre, Chiao Jen-ho (chino: 和 仁 焦, pinyin: Jiao Renhe) fue el primer secretario general de la Fundación de Intercambios del Estrecho. Su nombre artístico, Deserts o desiertos, es "algo misterioso que indica algo en medio de un limbo", una descripción que representa su personalidad .
Chang comenzó a componer canciones a los 13 años, y se levantó por primera vez en el escenario a sus 16 años de edad. Incluso a los 19 años escribió más de un centenar de canciones, y obtuvo el primer contrato con la discográfica Sony BMG. Para ser publicado su primer disco, mi vida, Deserts tuvo que esperar cinco años.
Aunque su primer disco fue publicado sólo en 2006, años más antes de que Chang ya era conocida en las casas en vivo, bares y en Internet. Su voz clara se da a conocer a la luz de los escenarios, y atrae a estudiantes en su mayoría, jóvenes y amantes de la música indie. Chang es también una buena guitarrista, la mayor parte de su música está compuesta para ser interpretado en la guitarra acústica.

## Discografía
- Maybe I Don't Care — 31 marzo 2005[1]
- My Life Will... — 9 giugno 2006
- Oh, dear. dear. I haven't. 親愛的…我還不知道 — 20 luglio 2007
- City 城市 — 22 maggio 2009